# Purple Eagles de Niagara
Les Purple Eagles de Niagara sont un club omnisports amateur situé à Lewiston dans l'État de New York aux États-Unis. C'est le club de l'université de Niagara.

## Historique
Il y a quatre divisions : le basket-ball masculin, le hockey sur glace masculin et féminin, et le football (soccer) masculin.